# 悲しみの果て
「悲しみの果て」（かなしみのはて）は、エレファントカシマシの10枚目及び12枚目のシングル。

## 解説
エピック・ソニーとの契約を打ち切られた後、ポニーキャニオンに移籍して最初にリリースした2年ぶりの新作である。その内容はエピック時代には見られない前向きに未来をとらえるもので、その後も作品を追うごとに変化が見られるようになった。本作のリリースをもって再デビューと位置付けている。本作からバンド名のエレファント カシマシの間の空白が詰められている。
当初は「四月の風」との両A面シングルとして発売されたが、現在公式サイトでは単独A面に修正されている。収録内容を変えて再発売されたシングルは本作のみである。公式サイトでも別々に扱われているため、本項では10枚目及び12枚目のシングルとした。「四月の風」を収録した方のシングルはジャケットが2種類あり、ELéPHANT kashimashiの字の下にタイトルがあるものとないものと2種類ある。「悲しみの果て」のPVは2パターン存在しており、天王洲の倉庫の中で撮影されたヴァージョンと、ライヴ映像を使用したヴァージョンとがある。
エピック時代のシングル作品はヒットには至らなかったが、スマッシュヒットを記録。アルバム『ココロに花を』のスマッシュヒットの足掛かりとなる。多く売り上げたのは再発盤の方である。
カップリングである「四月の風」は、それまでのエレファントカシマシに比べるとかなりポップな曲調であり、作曲している際、宮本曰く「こんな曲書いたら死ぬんじゃないか」と思ったほどこれまでの作風との乖離に悩んでいた。しかし、デモテープを事務所のスタッフに聴かせると好評で、「遁生」を作曲した時を思い出しながら「こんな歌を歌える俺たちは超えた」と思い自信を深めた。
「四月の風」がFM802の1996年4月度のヘビーローテーションとなったことがブレイクの一端を担ったこともあり、宮本曰く「思い出深い曲」として大阪でのライブの際は頻繁に演奏される。

## 収録曲

### 1996年4月盤
1. 悲しみの果て（作詞・作曲:宮本浩次 / 編曲:宮本浩次・土方隆行）
  - 1サビ、1メロ、2サビという構成で、2分半程度の短い曲である。アルバム「ココロに花を」とはミックス違いであり、デモテープのような荒荒しい仕上がりとなっている。シングルヴァージョンは「sweet memory〜エレカシ青春セレクション〜」に収録された。
2. 四月の風（作詞・作曲:宮本浩次 / 編曲:宮本浩次・土方隆行）
  - 東芝マルチメディア 企業イメージCMソング、FM802 HEAVY ROTATION

### 1996年11月盤
1. 悲しみの果て
  - アルバムミックスのシングルカット。グリコ「アーモンドチョコレート」CMソング（CMソングにこの曲が起用されたのは再発盤が発売されたころである）
2. うれしけりゃとんでゆけよ (宮本プロデュースバージョン)（作詞・作曲・編曲:宮本浩次）
  - 「ココロに花を」収録曲の別アレンジ。
3. 悲しみの果て (オリジナルカラオケ)

## カバー
- 川崎鷹也 - カバーEP『白』（2022年9月1日、ワーナーミュージック・ジャパン）収録[1]